# Vélodrome Jacques-Anquetil

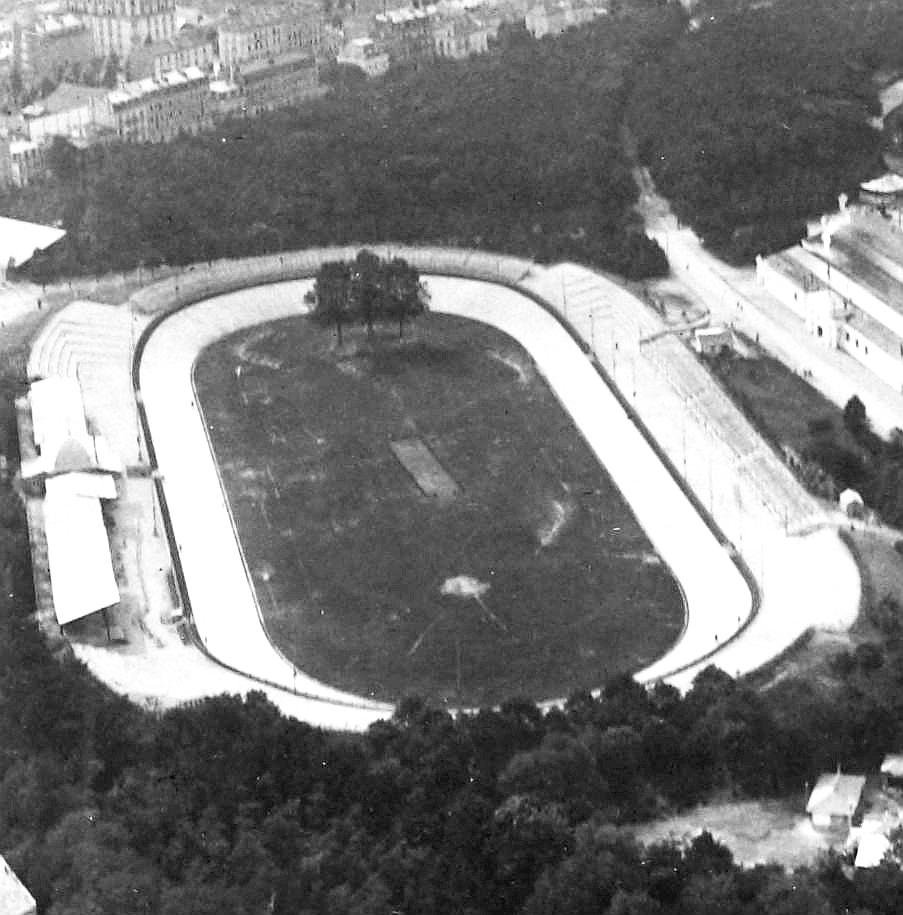
Baan in 1900

Het vélodrome Jacques-Anquetil (voorheen: vélodrome de Vincennes en vélodrome Cipale) is een outdoor-velodroom in Vincennes, sinds 1929 onderdeel van Parijs. Het velodroom werd gebouwd in 1896 en gebruikt voor de Olympische spelen van 1900 en van 1924; men hield er in 1900 de openings- en sluitingsceremonie. Ook vonden de wedstrijden wielrennen, gymnastiek, voetbal, rugby en cricket er plaats (geen Olympisch onderdeel meer). Tussen 1968 en 1974 was het de finishlijn van de Tour de France, die tegenwoordig eindigt op de Champs-Élysées.
Op 30 juli 1897 verbrak de Belg Oscar Van den Eynde hier het werelduurrecord met een afgelegde afstand van 39,240 km. De eerdere records waren gevestigd op een oudere Parijse velodroom, de velodroom Buffalo.
Van de zomer van 2012 tot de zomer van 2015 was de velodroom wegens werkzaamheden gesloten.

Vélodrome Jacques-Anquetil